# サンジャク (地名)

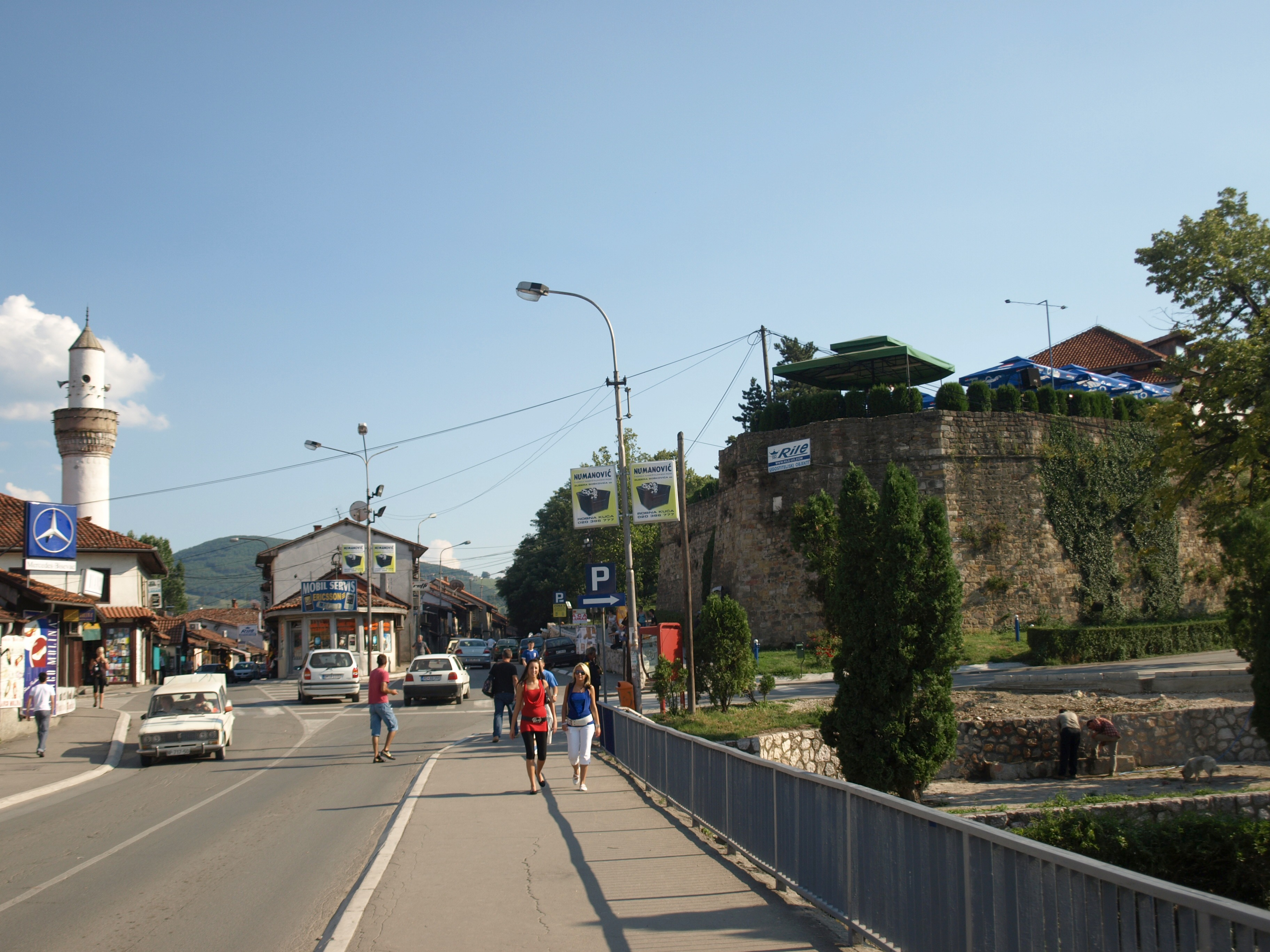
サンジャク地域の中心都市、セルビア領のノヴィ・パザル旧市街。モスクのミナレットが見られるトルコ風の町並みとなっている。

サンジャク（セルビア語:Санџак/Sandžak、ボスニア語:Sandžak、アルバニア語:Sanxhak/Sanxhaku、トルコ語:Sancak）、またはラシュカ（セルビア語:Рашка/Raška）はセルビアとモンテネグロの国境にまたがって広がる地域の名称。イスラム教徒、ボシュニャク人が多い地域として知られる。その名称は1912年のバルカン戦争までこの地を支配したオスマン帝国の地域区分であるイェニ・パザル・サンジャク（Yeni Pazar sancağı、イェニ・パザル・サンジャイ、意味はノヴィ・パザル県、en）に由来する。
なお、イスラム教徒の南西スラヴ人を主体とするボシュニャク人という民族自認は主にボスニア・ヘルツェゴビナ成立後に始まったものであるが、本項ではボスニア・ヘルツェゴビナ成立以前の歴史的な記述においては、イスラム教徒の南西スラヴ人を表す「ボシュニャク人」の呼称は断りなく使用する。

## 名称

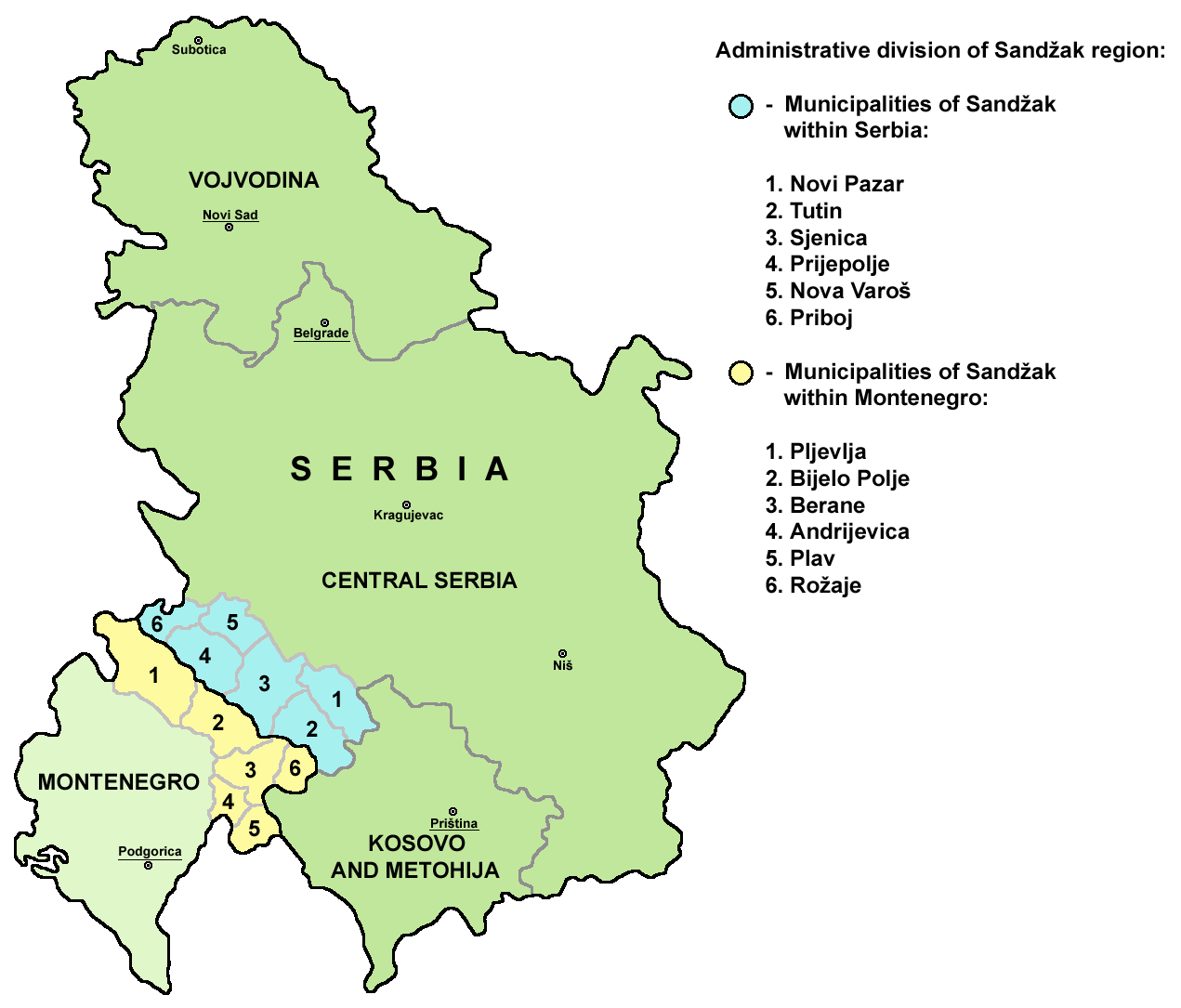
サンジャクの自治体。セルビアとモンテネグロの国境をまたいで、その両側にサンジャク地方は広がっている。

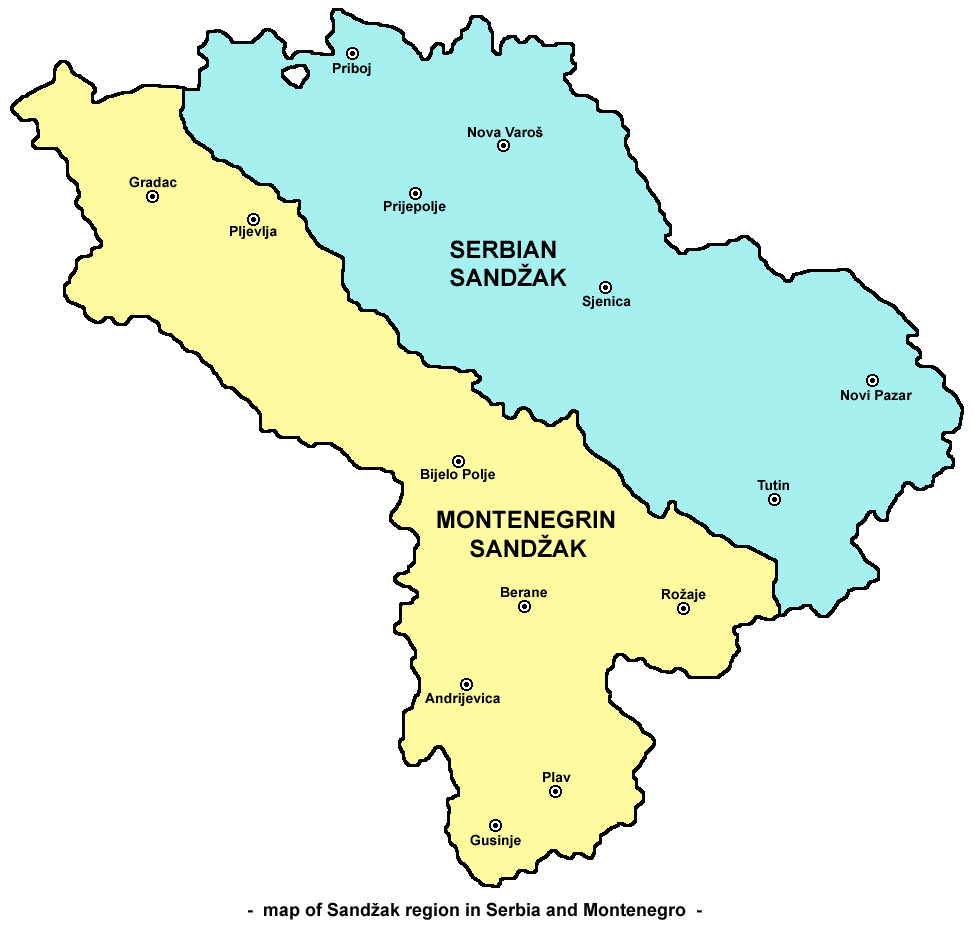

この地域の名称はノヴィ・パザル・サンジャク（Novopazarski Sandžak、ノヴォパザルスキ・サンジャク）、あるいは単にサンジャクとよばれ、この地域に住む4つの主要な民族であるセルビア人、モンテネグロ人、ボシュニャク人、民族的ムスリム（ムスリム人）のいずれにも共通である。時にセルビア人はラシュカ州（Рашка Област/Raška Oblast）と呼ぶこともある。国際的にはノヴィ・パザル・サンジャクとして知られ、サンジャクとはトルコ語で県を意味する語である。

## 地理
地域は北西のボスニア・ヘルツェゴビナ国境から南東のコソボ国境にかけて伸び、その面積は8,403平方キロメートルである。セルビア側にはノヴィ・パザル、シェニツァ（Sjenica）、トゥティン（Tutin）、プリイェポリェ（Prijepolje）、ノヴァ・ヴァロシュ（Nova Varoš）、プリボイ（Priboj）の6つの自治体がある。モンテネグロ側にはプリェヴリャ、ビイェロ・ポリェ、ベラネ（Berane）、ロジャイェ、プラヴ（Plav）の5つの自治体がある。モンテネグロのアンドリイェヴィツァ（Andrijevica）がサンジャクに含まれる場合もある。
サンジャクで最大の都市はノヴィ・パザル（人口約55,000人）であり、その他にはプリェヴリャ（23,800人）、プリボイ（19,600人）などがある。セルビアでは、それぞれノヴィ・パザルおよびトゥティン自治体はラシュカ郡、シェニツァ、プリイェポリェ、ノヴァ。ヴァロシュ、プリボイはズラティボル郡の一部となっている。

## 歴史
知られている地域で最古の居住者はトラキア人であった。紀元1世紀、この地域はローマ帝国に征服され、6世紀から7世紀にかけてスラヴ人、セルビア人の部族が住むようになった。
中世において、この地域はセルビア人の国家・ラシュカ（Raška）となった。ラシュカの首都はラスであり、現在のノヴィ・パザルの場所に位置していた。地域はその後も15世紀にオスマン帝国に征服されるまでの間はセルビア人国家の所領であった。
オスマン帝国の支配下では、ノヴィ・パザル・サンジャクはボスニア州（1867–1908）の一部であったが、1878年にコソボ州（1877–1913）の一部となった。1878年のベルリン会議によってオーストリア＝ハンガリー帝国軍のサンジャクへの駐留が認められ、1909年まで続いた。1912年10月、サンジャクはバルカン戦争においてセルビアおよびモンテネグロの軍に制圧され、セルビアとモンテネグロによって分割された。多くのボシュニャク人およびアルバニア人のイスラム教徒の住民が、セルビア・モンテネグロ当局の弾圧を逃れ難民（Muhajir）としてトルコへ脱出した。イスラム教徒のトルコへの脱出は1912年から1970年ごろまで続いた。現在トルコに住む100万人以上の住民がサンジャク出身者かその子孫である。トルコにはエディルネ、イスタンブール、アダパザル、ブルサ、サムスンなどやその周辺に、複数のサンジャク出身のボシュニャク人の入植地がある。
第一次世界大戦中の1914年から1918年までの間、サンジャクはオーストリア＝ハンガリー帝国の占領下におかれた。大戦末期の1918年12月1日、オーストリア・ハンガリー帝国内に成立したスロベニア人・クロアチア人・セルビア人国と、セルビア王国、モンテネグロ王国が統合して、セルビア人・クロアチア人・スロヴェニア人王国（ユーゴスラビア王国の前身）として独立。サンジャクもその一部となった。
1929年から1941年までの間、サンジャクは新設されたゼタ・バノヴィナ（Zeta Banovina）（＝ゼタ州）に組み込まれ、その州都はツェティニェであった。
サンジャクの大部分は第二次世界大戦時にはイタリアの占領下に置かれ、その多くはイタリアが支配するモンテネグロ行政区に編入された（ノヴィ・パザルはセルビア領に留まり、プラヴおよびロジャイェはイタリア支配下のアルバニアに組み込まれた）。1943年にイタリアが敗戦してからは、ナチス・ドイツの占領下に置かれた。終戦後、サンジャクは再び1913年の分割協定に基づいてセルビアとモンテネグロによって分割された。
1990年代のユーゴスラビア紛争では、サンジャクはほぼ無傷のままのこされた。しかしながら、そのなかでもボスニア紛争やコソボ紛争では住民の間に民族間の緊張関係をもたらし、またコソボ紛争ではNATOによる空爆を招いた。サンジャクのボシュニャク人の政党によれば、圧迫や警察による蹂躙から逃れて、およそ6万人から8万人のボシュニャク人が紛争期間中にこの地域を去った。1992年から1995年までの間、多くのボシュニャク人に対する集団殺戮が発生し、その中でも特筆すべきものとしてはプリボイ近くのシェヴェリン（Sjeverin）や、プリェヴリャ近くのブコヴィツァ（Bukovica）、プリイェポリェ近くのシュトルプツィ（Štrpci）などでの事例がある。
2000年のセルビアの民主化によって、ボシュニャク人はセルビア・モンテネグロで政治に加わることができるようになった。その中には、ボシュニャク人でセルビア・モンテネグロ連邦の大臣になったラシム・リャイッチ（Rasim Ljajić）や、モンテネグロ議会の副議長となったリファト・ラストデル（Rifat Rastoder）などがいる。
統計調査によると、この開発途上の地域からは全民族で共通した人口流出が見られる。

## サンジャクの民族

ボスニア・ヘルツェゴビナとコソボとを結ぶセルビア・モンテネグロ間の国境沿いに広がるサンジャク地方には、イスラム教徒が居住していることがわかる。

### ボシュニャク人
サンジャクに住むボシュニャク人の3分の2は、古くからのモンテネグロ本国に起源を持っており、1687年にオスマン帝国がコトルの戦いに敗れた後、モンテネグロを脱出しサンジャクに移った。モンテネグロでのイスラム改宗者に対する根絶により、イスラム教徒のサンジャクへの脱出はその後も続いた。これに、1687年以降、および1740年以降の2波におよんで、サンジャクの正教徒がセルビアおよびハプスブルク領ヴォイヴォディナに移動したことによる正教徒の人口減が加わったことが、サンジャクのイスラム人口比率の増加に拍車をかけた。
1858年からベルリン条約でモンテネグロの独立が認められた1878年にかけて、モンテネグロでの人口急増を背景に、多くのモンテネグロ人の国外への移住が起こった。1878年以降、わずか20家族のボシュニャク人がニクシッチ（Nikšić）に留まり、コラシン（Kolašin）、スプジ（Spuž）、グラホヴォ（Grahovo）などではボシュニャク人の人口は失われた。さらにバルカン戦争によってサンジャクおよびメトヒヤ（Metohija）の一部をモンテネグロがオスマン帝国から獲得した1912年には、氏族構成のモンテネグロの軍が南サンジャクおとびメトヒヤに住む12000人のボシュニャク人およびアルバニア人を正教会へと改宗させた。しかしながら、国際的な圧力によって信仰の自由が公的にアナウンスされると、正教会への改宗者のほぼ全部、すくなくとも確実に2家族は1913年にはイスラムに再び改宗した。最後の大きな民族間の事件は1924年にシャホヴィチ（Šahovići、現在のビイェロ・ポリェ自治体に属する）で起こった、モンテネグロ人の民衆によって数百人にのぼるボシュニャク人が殺害される集団殺戮であった。これは、ボシュニャク人の犯罪者が地元のモンテネグロ人の英雄を殺害したとする主張のもと起こったが、この主張は一説によれば完全に誤りであった。
ボシュニャク人のうち二十数パーセントは、モンテネグロに近い北アルバニアのカトリック教徒の氏族に起源を持っている。彼らの多くはオスマン帝国統治下の18世紀初頭にマレシア・シュコドラ地方（アルバニア語:Malësia e Shkodrës、セルビア語:Skadarska Malesija）から移住した。一部には正教徒がサンジャクを脱出し希薄になった人口を補充する目的があった。19世紀の末には、これらのアルバニア人はほぼすべてイスラムに改宗し、モンテネグロ本国から脱出してきたボシュニャク人に同化していった。しかし、彼らの多くは多くのアルバニア人の伝統を受け継ぎ、特にサンジャク西部で顕著である。アルバニア人に起源を持つボシュニャク人の老人には、現在でも流暢なアルバニア語をしゃべる者もいる。
その他のサンジャクのボシュニャク人は、複数の他の場所からサンジャクにたどり着いている。地元のトルコ人の支配者や軍人との混血は自然に恒常的に起こっていた。幾らかのボシュニャク人は、オスマン帝国がサヴァ川以北の土地をオーストリア＝トルコ戦争で全て失った1687年以降に、スラヴォニア地方から移り住んだ。さらに多くが1976年にセルビア人によってオーストリア＝ハンガリー帝国およびイスラム教徒住民に対して起こされたヘルツェゴビナの反乱以降にサンジャクに移っている。さらに、ベルリン会議によってボスニアおよびヘルツェゴビナがオーストリア＝ハンガリー帝国の支配下となって以降、これらの地域からも移住があった。最後の大規模な移住は、1908年に公式にオーストリア＝ハンガリー帝国がボスニア・ヘルツェゴビナを併合したときで、現地のボシュニャク人と、かれらの守護者であるオスマン帝国の当局の間の結びつきが切れたことによる。

### セルビア人
セルビア人はセルビア領サンジャクの西部（プリイェポリェ、プリボイ、ノヴァ・ヴァロシュ）およびモンテネグロ領サンジャクで多数派となっている。モンテネグロ領サンジャクのプリェヴリャの町は、モンテネグロ領サンジャクでセルビアが多数派となっている最大の町である。サンジャクでのセルビア人の歴史と文化の広がりの痕跡は多く見られる。そのなかにはセルビア正教会の修道院があり、ノヴィ・パザル近郊のジュルジェヴィ・ストゥポヴィ修道院、ベラネ近郊のジュルジェヴィ・ストゥポヴィ修道院（Đurđevi Stupovi）、ソポチャニ（Sopoćani）、ツルナ・レカ（Crna Reka）、クマニツァ（Kumanica）、ダヴィドヴィツァ（Davidovica）、プスティニャ（Pustinja）、ミレシェヴァ（Mileševa）、ドゥブニツァ（Dubnica）、ウヴァツ（Uvac）の各修道院がある。

## 政治
新ユーゴスラビア、セルビア・モンテネグロの時代には、サンジャク出身のボシュニャク人の政治家には、サンジャクの自治を求める者もあった。最も急進的な主張では、サンジャクをセルビアおよびモンテネグロから切り離し、ユーゴスラビア連邦の枠内での対等の地位を有する共和国とする要求もあった。セルビアとモンテネグロがそれぞれ独立し分離してからは、サンジャクは2つの独立国に分断された状態となり、サンジャクの自治を求める主張は国境線の変更を要するものとなった。ボシュニャク人が多数派を形成するのはセルビア領サンジャク東部の3自治体、およびモンテネグロ領サンジャク東部の2自治体に留まり、またセルビア人およびモンテネグロ人はサンジャクの自治には反対の立場であることから、これらを包含するサンジャクが近く自治権を獲得する見通しはない。
セルビア・モンテネグロのボシュニャク人評議会は、UNPOにおいて1993年以降サンジャク地域を代表していた。コソボのセルビアからの分離により、再びサンジャク問題が注目され、サンジャクで（ヴォイヴォディナ並みの）自治を目指す運動が起こるかどうか注目されている。

## 人口動態

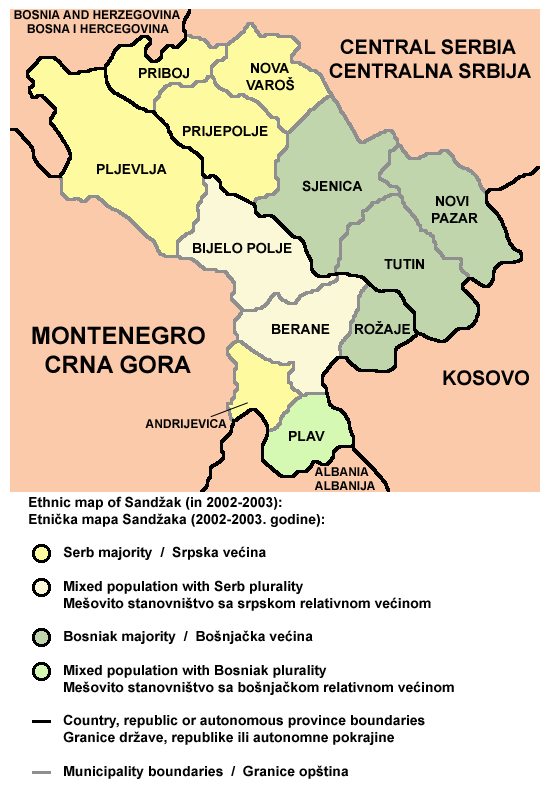
2002年のセルビアの調査、および2003年のモンテネグロの調査に基づいたサンジャクの民族分布。この自治体ごとに多数派となっている民族を色分けして表示。黄色はセルビア人が多数派、緑はボシュニャク人が多数派であることを示す。水色の自治体は特定の多数派が存在せず、そのなかでセルビア人が相対多数となっている。

セルビアおよびモンテネグロの2002年および2003年の人口調査によると、サンジャク地域全体の人口は420,259人であった。うちセルビア領の部分は235,567人、モンテネグロ領の部分は184,692人であった。この調査によると、ボシュニャク人および民族的ムスリムの人口は合わせて220,065で、サンジャクの人口全体の52.36%であった。
サンジャクの民族別人口:
- ボシュニャク人 = 193,026人（45.93%）
- セルビア人 = 152,825人（36.36%）
- モンテネグロ人 = 28,438人（6.77%）
- 民族的ムスリム = 27,039人（6.43%）
- その他（アルバニア人、ロマ、トルコ人など）

セルビア領サンジャクの民族別人口:
- ボシュニャク人 = 134,128人（56.94%）
- セルビア人 = 89,396人（37.95%）
- 民族的ムスリム = 8,222人（3.49%）
- モンテネグロ人 = 928人（0.40%）
- その他

モンテネグロ領サンジャクの民族別人口:
- セルビア人 = 63,429 (34.34%)
- ボシュニャク人 = 58,898 (31.89%)
- モンテネグロ人 = 27,510 (14.89%)
- 民族的ムスリム = 18,817 (10.19%)
- その他

ボシュニャク人が多数派を占める自治体: トゥティン（94.23%）、ロジャイェ（82.09%）、ノヴィ・パザル（76.28%）、シェニツァ（73.34%）、プラヴ（50.73%）
セルビア人が多数派を占める自治体: ノヴァ・ヴァロシュ（90.09%）、プリボイ（74.15%）、プリェヴリャ（59.52%）、プリイェポリェ（56.82%）
特定の民族が多数派を形成せず、うちセルビア人が相対多数となる自治体: ビイェロ・ポリェ（36.31%）、ベラネ（41.43%）
それぞれの自治体におけるボシュニャク人の割合は次の通り: 
- 94.23% トゥティン（28,319 of 30,054）
- 82.09% ロジャイェ（22,512 of 27,562）
- 76.28% ノヴィ・パザル（65,593 of 85,996）
- 73.34% シェニツァ（20,512 of 27,970）
- 50.73% プラヴ（10,960 of 21,604）
- 31.83% プリェヴリャ（13,109 of 41,188）
- 25.22% ビイェロ・ポリェ（14,409 of 57,124）
- 22.00% ベラネ（8,994 of 40,885）
- 18.33% プリボイ（5,567 of 30,377）
- 5.48% プリイェポリェ（2,023 of 36,918）
- 5.15% ノヴァ・ヴァロシュ（1,028 of 19,982）

それぞれの自治体における民族的ムスリムの割合は次の通り: 
- 17.18% ビイェロ・ポリェ（9,816 of 57,124）
- 9.26% プリイェポリェ（3,812 of 41,188）
- 8.36% プリェヴリャ（3,088 of 36,918）
- 7.32% ベラネ（2,994 of 40,885）
- 6.06% ロジャイェ（1,670 of 27,562）
- 5.78% プラヴ（1,249 of 21,604）
- 4.70% プリボイ（1,427 of 30,377）
- 2.51% ノヴァ・ヴァロシュ（502 of 19,982）
- 2.36% シェニツァ（659 of 27,970）
- 1.86% ノヴィ・パザル（1,599 of 85,996）
- 0.74% トゥティン（223 of 30,054）

それぞれの自治体におけるセルビア人の割合は次の通り: 
- 90.09% ノヴァ・ヴァロシュ（18,001 of 19,982）
- 74.15% プリボイ（22,523 of 30,377）
- 59.52% プリェヴリャ（21,972 of 36,918）
- 56.82% プリイェポリェ（23,402 of 41,188）
- 41.43% ベラネ（16,939 of 40,885）
- 36.31% ビイェロ・ポリェ（20,743 of 57,124）
- 23.50% シェニツァ（6,572 of 27,970）
- 20.47% ノヴィ・パザル（17,599 of 85,996）
- 12.64% プラヴ（2,731 of 21,604）
- 4.32% トゥティン（1,299 of 30,054）
- 3.32% ロジャイェ（916 of 27,562）

それぞれの自治体におけるモンテネグロ人の割合は次の通り: 
- 22.70% ベラネ（9,282 of 40,885）
- 20.99% プリェヴリャ（7,750 of 36,918）
- 16.13% ビイェロ・ポリェ（9,214 of 57,124）
- 3.66% プラヴ（790 of 21,604）
- 1.64% ロジャイェ（453 of 27,562）
- 1.42% プリボイ（432 of 30,377）
- 0.66% プリイェポリェ（271 of 41,188）
- 0.37% ノヴァ・ヴァロシュ（73 of 19,982）
- 0.13% ノヴィ・パザル（109 of 85,996）
- 0.08% シェニツァ（23 of 27,970）
- 0.07% トゥティン（20 of 30,054）

### 統計調査に関する留意点
ボシュニャク人の大半は1991年の調査では自身を「民族的ムスリム」としている。2002年/2003年の調査では、彼らの大半は「ボシュニャク人」であると回答する一方、依然、自身の民族名を「民族的ムスリム」としている者もいる。また、1991年の調査ではサンジャクのモンテネグロ側のセルビア人の多くは自身を「モンテネグロ人」としたが、2003年の調査では「セルビア人」とした者が多かった。

## 人口の推移

### 1948年
1948年のユーゴスラビア連邦による人口調査では、サンジャクのセルビア側ではセルビア人の93%が「セルビア人」、モンテネグロ側では91%が「モンテネグロ人」と回答した。イスラム教徒はプリボイ、およびノヴィ・パザルで人口の多数を占め、ベラネでは最も少なかった。ただし、この調査では当時のスラヴ系イスラム教徒の多くが自身をセルビア人、あるいはモンテネグロ人と回答していた点に留意されたい。他の民族は、主にベラネ（多くはアルバニア人）、そして少数がシェニツァ、ノヴァ・ヴァロシュ、ノヴィ・パザルなどに見られた一方、プリボイには他の民族は見られなかった。

### 1953年
合計 - 345,496
- モンテネグロ人 - 141,948 (41.08%)
- セルビア人 - 118,025 (34.16%)
- トルコ人 - 14,987 (4.33%)
- ユーゴスラビア人 - 64,588 (18.69%)
- その他 - 5,948 (1.74%)

地区別には:
- プリボイ - 20,784
  - セルビア人 - 16,230 (78.08%)
  - トルコ人 - 110 (0.52%)
  - モンテネグロ人 - 100 (0.48%)
  - ユーゴスラビア人 - 4,168 (20.05%)
  - その他 - 176 (0.87%)
- プリイェポリェ - 33,846
  - セルビア人 - 25,665 (75.82%)
  - モンテネグロ人 - 396 (1.17%)
  - トルコ人 - 51 (0.15%)
  - ユーゴスラビア人 - 7,526 (22.23%)
  - その他 - 208 (0.63%)
- ノヴァ・ヴァロシュ- 21,424
  - セルビア人 - 20,865 (97.39%)
  - モンテネグロ人 - 27 (0.12%)
  - ユーゴスラビア人 - 486 (2.26%)
  - その他 - 46 (0.23%)
- シェニツァ - 38,179
  - セルビア人 - 23,412 (61.32%)
  - トルコ人 - 678 (1.77%)
  - モンテネグロ人 - 102 (0.26%)
  - ユーゴスラビア人 - 102 (0.26%)
  - その他 - 229 (0.62%)
- ノヴィ・パザル - 53,331
  - セルビア人 - 25,177 (50.02%)
  - トルコ人 - 11,009 (21.87%)
  - モンテネグロ人 - 174 (0.34%)
  - ユーゴスラビア人 - 13,564 (26.94%)
  - その他 - 407 (0.83%)
- トゥティン - 27,983
  - セルビア人 - 5,006 (17.88%)
  - モンテネグロ人 - 103 (0.36%)
  - トルコ人 - 3,139 (11.21%)
  - ユーゴスラビア人 - 19,090 (68.21%)
  - その他 - 645 (2.34%)
- ビイェロ・ポリェ - 41,432
  - モンテネグロ人 - 39,477 (95.28%)
  - セルビア人 - 487 (1.17%)
  - ユーゴスラビア人 - 1,468 (3.55%)
- プリェヴリャ - 40,876
  - モンテネグロ人 - 37,368 (91.41%)
  - セルビア人 - 827 (2.02%)
  - ユーゴスラビア人 - 2,401 (5.87%)
  - その他 - 280 (0.7%)
- ベラネ - 70,641
  - モンテネグロ人 - 64,201 (90.88%)
  - セルビア人 - 356 (0.5%)
  - ユーゴスラビア人 - 2,127 (3.01%)
  - その他 - 3,957 (5.61%)

この調査ではスラヴ系イスラム教徒の多くが自身をセルビア人、モンテネグロ人、トルコ人（自身はトルコ語を話さなくとも）、ユーゴスラビア人と回答していることに留意。

## ギャラリー

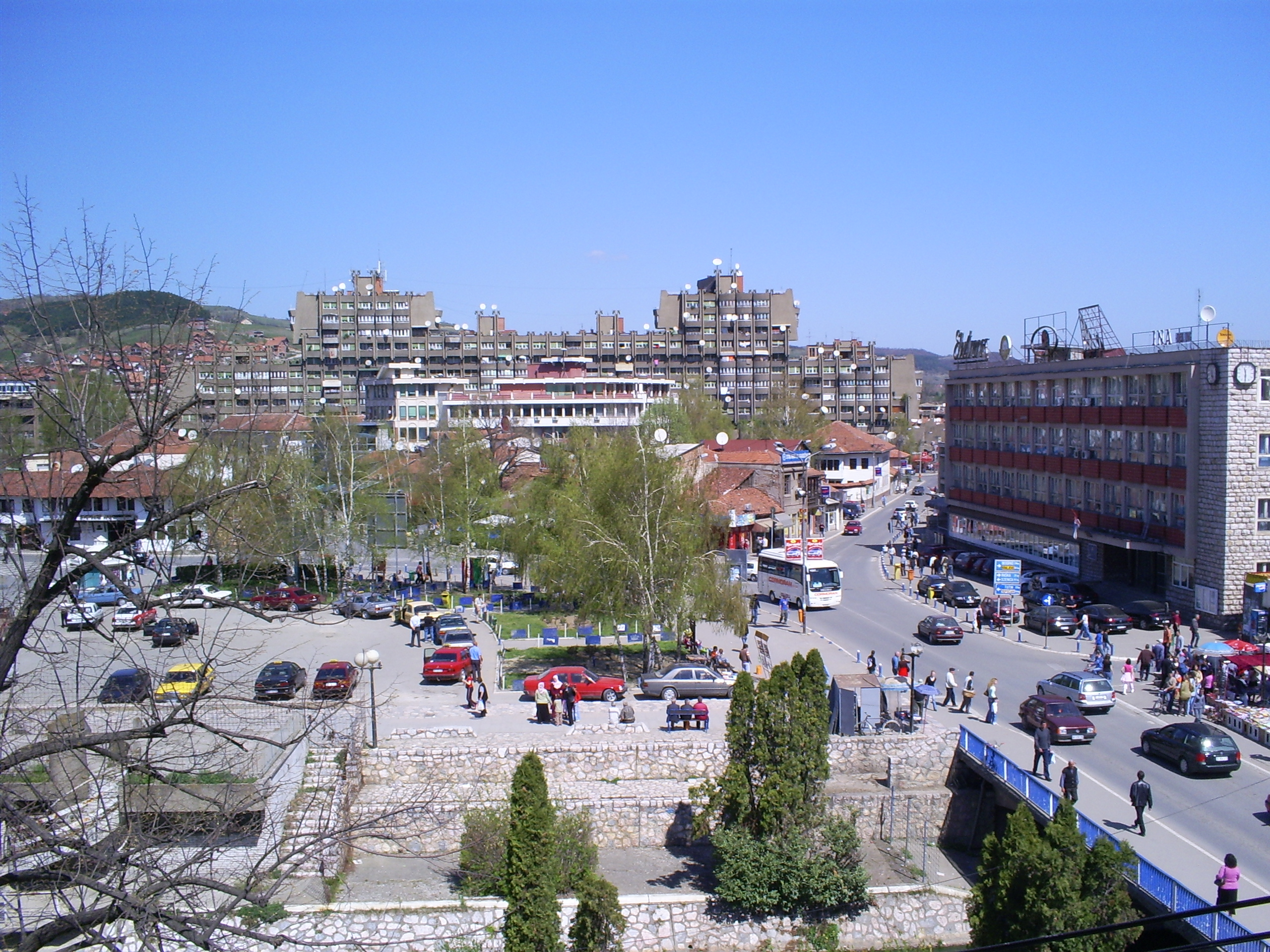
ノヴィ・パザル
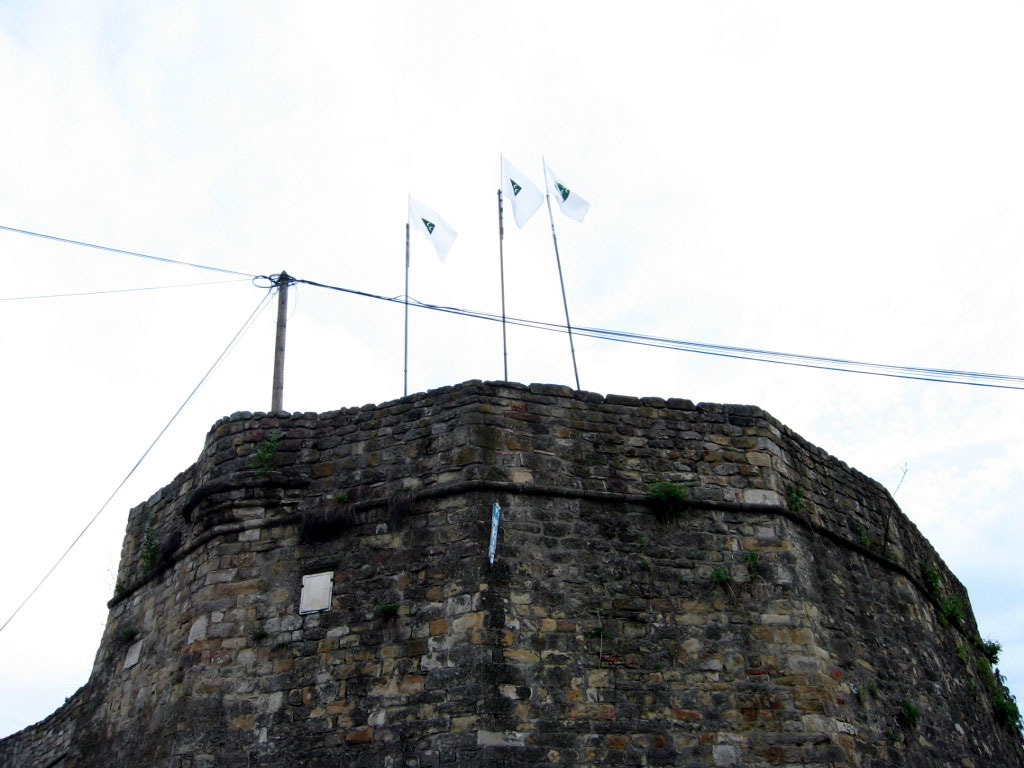
ノヴィ・パザルにオスマン帝国時代に築かれた壁
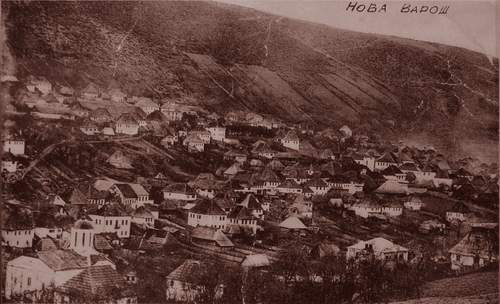
1930年代のノヴァ・ヴァロシュ
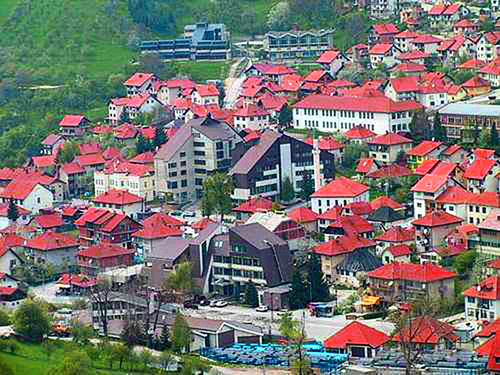
ノヴァ・ヴァロシュ中心部、2004年
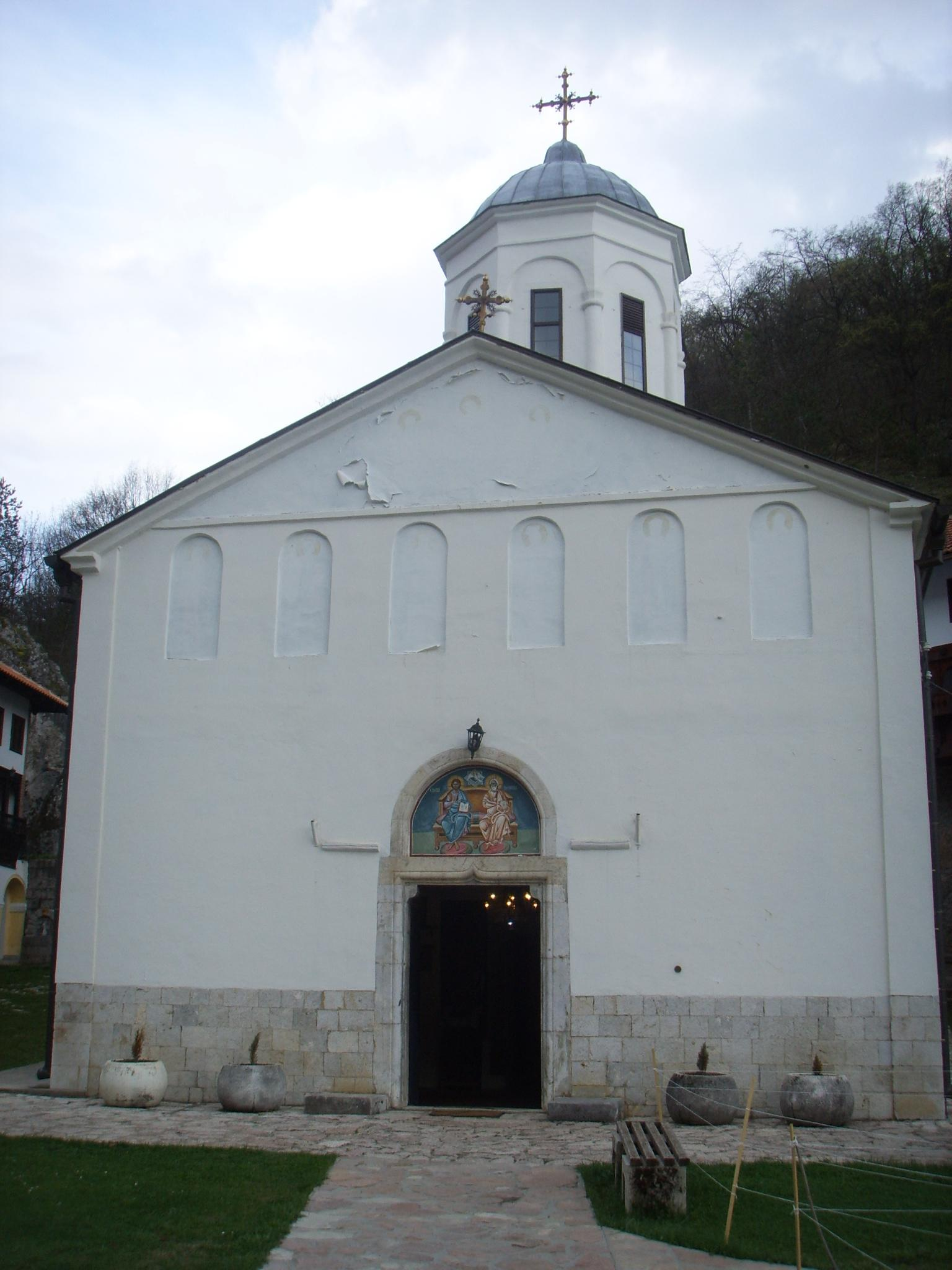
プリェヴリャの至聖三者修道院
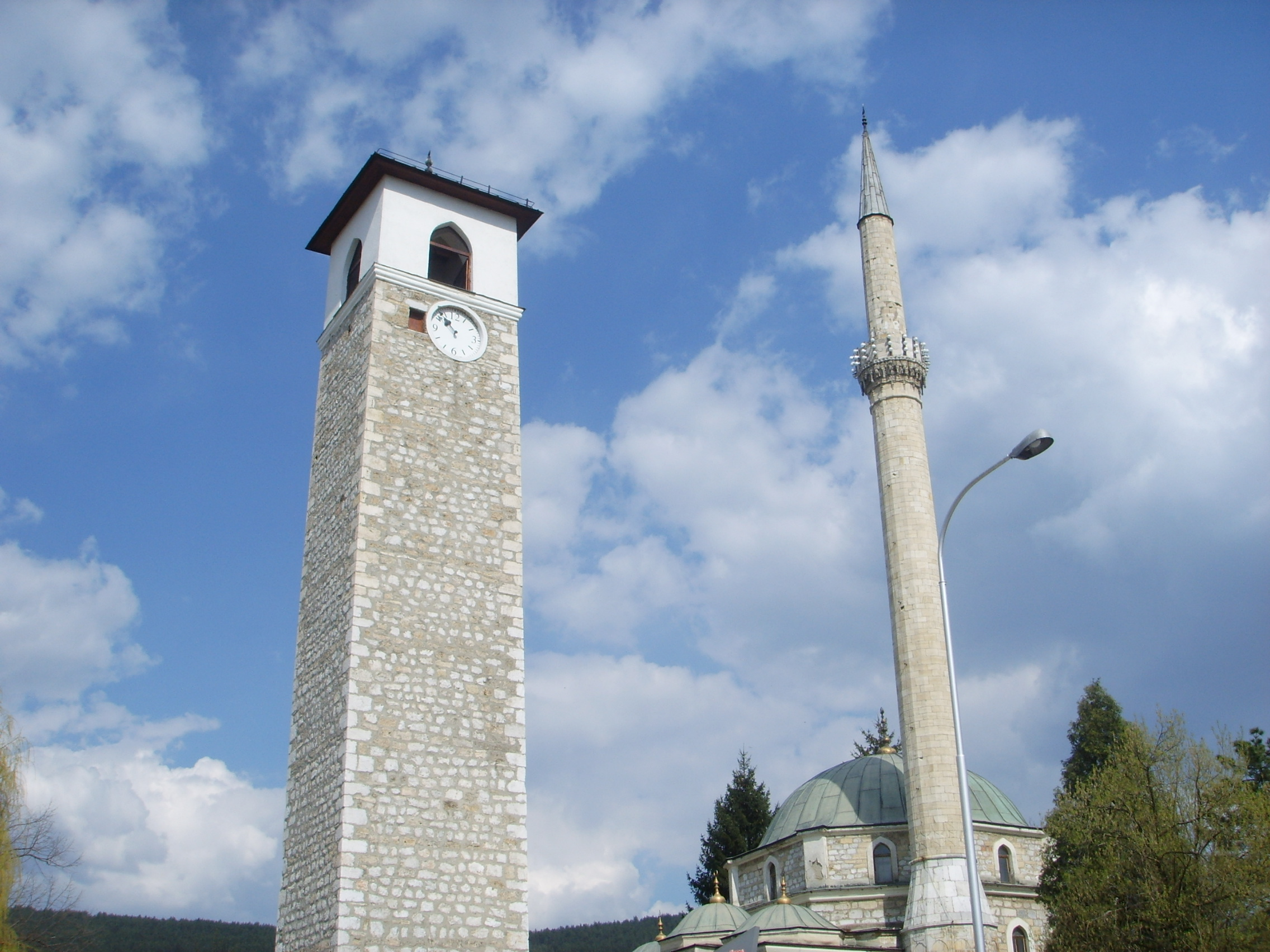
プリェヴリャのフセイン＝パシャ・モスク
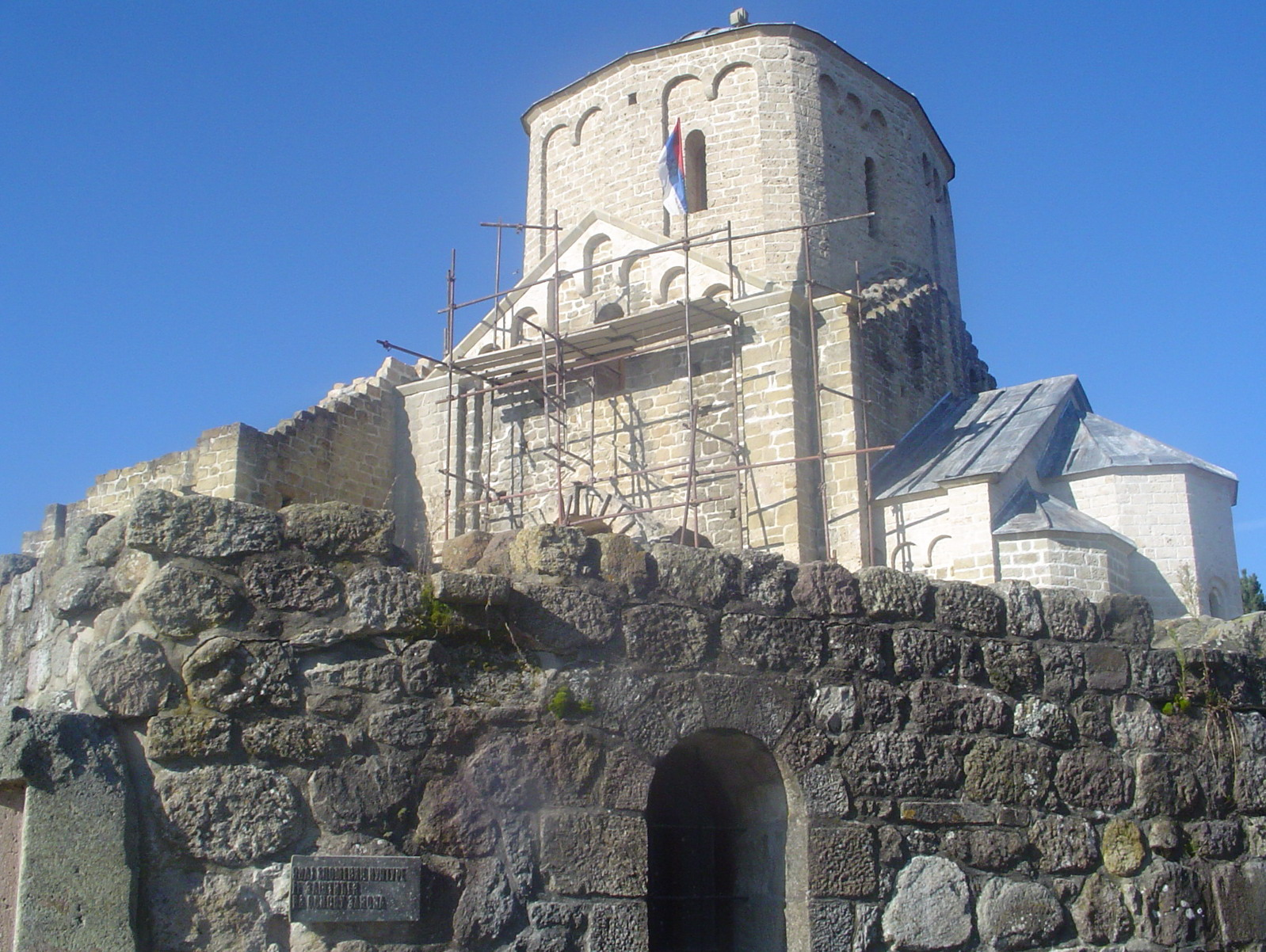
ノヴィ・パザル近くのジュルジェヴィ修道院
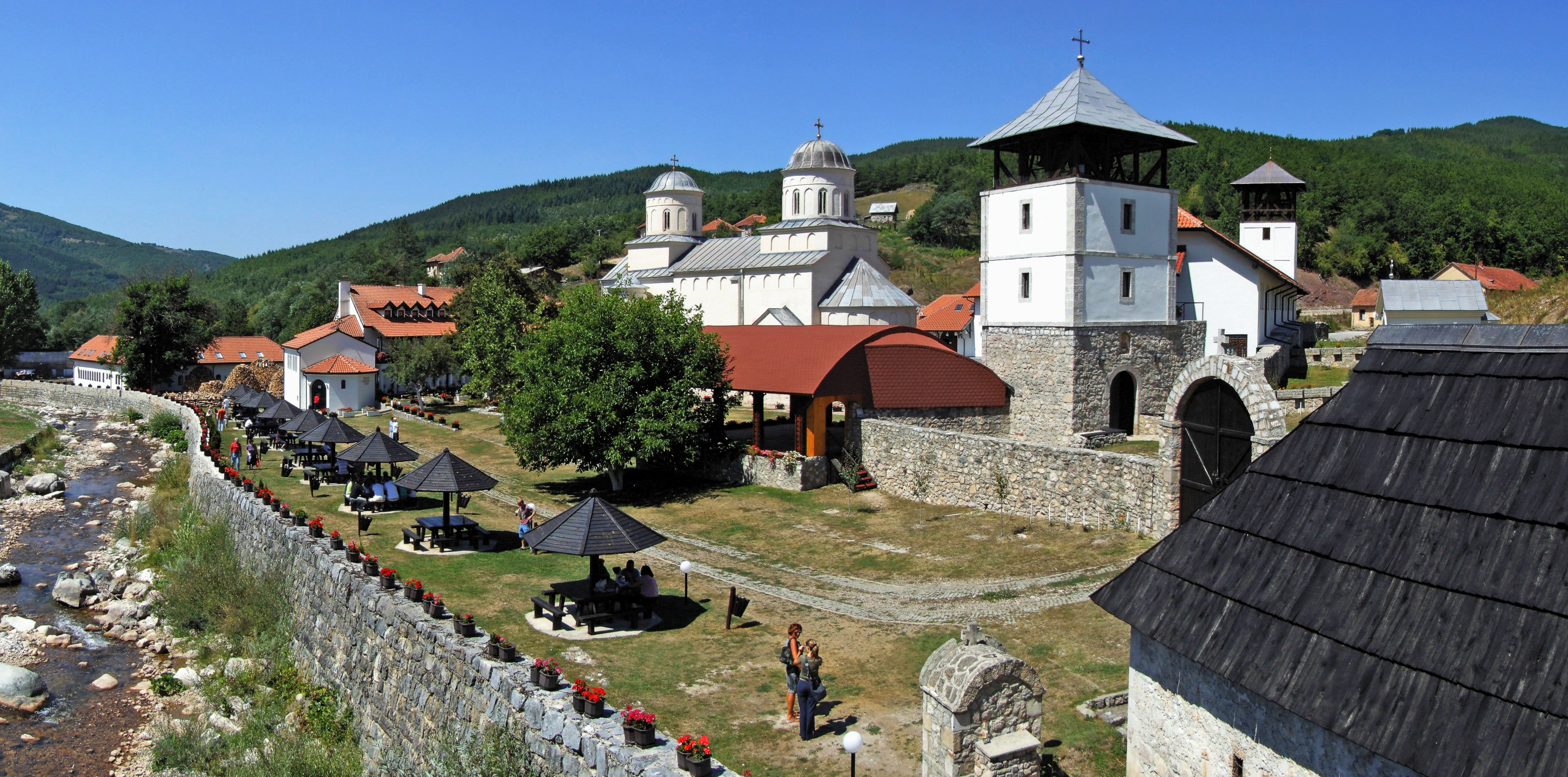
プリイェポリェ近くのミレシェヴァ修道院